# Alois Baldinger
Alois Baldinger (* 31. Mai 1967 in Kirchdorf an der Krems) ist ein österreichischer Politiker (FPÖ). Von 2015 bis 2021 war er Abgeordneter zum Oberösterreichischen Landtag.

## Leben
Alois Baldinger wurde am 31. Mai 1967 in Kirchdorf an der Krems geboren. Von 1973 bis 1977 besuchte er die Volksschule Inzersdorf, danach von 1977 bis 1981 die Hauptschule Kirchdorf an der Krems.1981–1982 besuchte Baldinger einen polytechnischen Lehrgang in Kirchdorf an der Krems. Nach einer Lehre (1982–1985) arbeitete er als Zimmerer, ab 1992 als Polier. Seit 1999 ist er als Technischer Angestellter tätig. 
Baldinger war von 1997 bis 2009 Gemeinderat in Adlwang. 2003 wurde er dort Ortsparteiobmann. Ab dem 22. Oktober 2005 war Baldinger stellvertretender Bezirksparteiobmann für den Bezirk Steyr-Land. 2009 wurde Baldinger Gemeindevorstand in Adlwang. Ab dem 23. Oktober 2015 war Baldinger auch Abgeordneter im oberösterreichischen Landtag für den Wahlkreis Traunviertel. Bei der Landtagswahl 2015 stand er auf Platz 1 der Liste der FPÖ. Baldinger war Bereichssprecher für Wasser und Naturschutz und Mitglied mehrerer Ausschüsse: Petitions- und Rechtsbereinigungsausschuss, Umweltausschuss und Ausschuss für Wohnbau, Baurecht und Naturschutz.
Nach der Landtagswahl 2021 schied er aus dem Landtag aus.
Baldinger ist verheiratet und hat eine Tochter (1987) und einen Sohn (1990).

## Auszeichnungen
- 2022: Silbernes Ehrenzeichen des Landes Oberösterreich[5]